# José Carlos Fescina
José Carlos da Silva Fescina, mais conhecido apenas como José Carlos Fescina ou, simplesmente, Fescina (São Paulo, 9 de janeiro de 1945 — Santos, 28 de junho de 2011), foi um treinador e ex-futebolista brasileiro, que atuou como atacante.

## Carreira

### Como jogador[2]
José Carlos Fescina surgiu para o futebol nas categorias de base do Palmeiras na década de 1950, onde se profissionalizou durante os anos 1960, seguindo carreira em clubes como Sport, Cruzeiro e Bangu, entre outros.

### Como treinador[4]
José Carlos Fescina comandou mais de 30 clubes profissionais em toda sua carreira e, durante muito tempo, ficou conhecido como "rei do acesso" pelo trabalho realizado em diversas equipes do Interior de São Paulo e do Brasil. Apesar de um currículo vasto e vitorioso, treinou apenas um grande clube em toda sua carreira: o Corinthians, entre 1988–1989.
Fescina chegou no clube por intermédio de Jair Pereira para trabalhar como auxiliar-técnico. Fez parte da campanha do título estadual de 1988. Depois, mesmo com a saída de Pereira, continuou como auxiliar-técnico, mas dessa vez de Carlos Alberto Torres. Foram apenas seis jogos de Torres no comando da equipe e, com a vaga aberta, a diretoria corintiana acabou dando um voto de confiança a Fescina.
O treinador comandou o Timão no Campeonato Brasileiro de 1988, onde a equipe terminou na 15ª colocação, eliminada na segunda fase, ficando fora das finais por um ponto de diferença para o Cruzeiro. Em 1989, Fescina ainda comandou o Alvinegro em mais quatro jogos, sendo três partidas amistosas e a estreia no Paulistão. Acabou sendo substituído por Ênio Andrade.
No total, José Carlos Fescina esteve a frente do time por 21 jogos, com cinco vitórias, nove empates e sete derrotas, além de 21 gols marcados e 22 sofridos. Teve aproveitamento de 45% dos pontos disputados. Depois do Corinthians, Fescina ainda treinou outros clubes, tendo sucesso pelo Grêmio Barueri, onde foi campeão das Séries A2 e A3 do Paulistão.

## Títulos

### Como jogador
Palmeiras
- Campeonato Paulista: 1963

Cruzeiro
- Campeonato Mineiro: 1965 e 1966

### Como treinador
Grêmio Barueri
- Campeonato Paulista - Série A3: 2005
- Campeonato Paulista - Série A2: 2006

Sampaio Corrêa
- Campeonato Maranhense: 1987

Central
- Campeonato Brasileiro - Série B: 1986

Itabaiana
- Campeonato Sergipano: 1982

Santo André
- Campeonato Paulista - Série A2: 1981

### Como auxiliar-técnico
Corinthians
- Campeonato Paulista: 1988

## Morte
No dia 28 de junho de 2011, uma terça-feira, José Carlos Fescina faleceu, em decorrência de insuficiência respiratória, aos 66 anos.